# Pterolophia rufobrunnea
Pterolophia rufobrunnea là một loài bọ cánh cứng trong họ Cerambycidae.